# 亮白曲霉
亮白曲霉（学名：Aspergillus candidus）是属于散囊菌目发菌科曲霉属的一种真菌，可生长在土壤、粮食、发霉药材、食品、羊毛、乌羽毛、角膜炎眼病患者等基物上。该种分布于中国、阿根廷、澳大利亚、巴哈马、孟加拉国、巴西、加拿大、乍得、智利、埃及、法国、德国、加纳、匈牙利、印度、伊拉克、以色列、意大利、日本、科威特、利比亚、尼泊尔、巴基斯坦、索马里、南非、西班牙、斯里兰卡、瑞士、英国、美国等地。